# Chelan Falls (Washington)
Chelan Falls es un lugar designado por el censo ubicado en el condado de Chelan en el estado estadounidense de Washington. En el año 2010 tenía una población de 329 habitantes.

## Geografía
Chelan Falls se encuentra ubicado en las coordenadas 47°47′40″N 119°59′20″O / 47.79444, -119.98889.